# دي هافيلاند كندا
دي هافيلاند كندا (بالإنجليزية: de Havilland Canada)‏ هي شركة محدودة سابقة، لصناعة الطائرات، تقع مرافق مقرها في ما يعرف الآن داونسفيو منطقة تورونتو، أونتاريو، كندا. ومقر هافيلاند كندا الأصلي أصبح الآن مقرا لمتحف الجو والفضاء الكندي والذي يقع في ما يعرف الآن داونسفيو بارك.
تم إنشاء الشركة في عام 1928 من قبل شركة دي هافيلاند للطائرات البريطانية، بغرض بناء طائرة موسكيتو لتدريب الطيارين الكنديين، وفيما بعد الحرب العالمية الثانية، صممت وأنتجت تصاميم طائرات أصلية.